# Galathowenia pygidialis
Galathowenia pygidialis är en ringmaskart som först beskrevs av Harman 1960.  Galathowenia pygidialis ingår i släktet Galathowenia och familjen Oweniidae. Inga underarter finns listade i Catalogue of Life.